# Sebastian Grabowiecki
Sebastian Grabowiecki (* 1540 in Mszczyczyn, Polen-Litauen; † 19. Oktober 1607 in Moskau, Russland) war ein polnischer Schriftsteller und Übersetzer des Frühbarocks sowie Zisterzienser. Grochowski war adliger Abstammung und seine Familie gehörte der Wappengemeinschaft Grzymała an.

## Leben
Grabowiecki stammte aus einem Adelsgeschlecht aus Großpolen. Er war am Königshof von Sigismund II. August und Stephan Báthory als königlicher Sekretär tätig. Nach dem Tod seiner Ehefrau trat er in den Zisterzienserorden ein und wurde bald Abt im Kloster in Bledzew. Er schrieb religiöse und weltliche Gedichte, insbesondere Psalme und Sonette. 1590 veröffentlichte er die Gedichtsammlung Setnik rymów duchownych. Er übersetzte auch Gedichte von Gabriele Fiamma, Francesco Petrarca und Bernardo Tasso ins Polnische. Grabowiecki verfasste auch die kontoreformatorische Schrift Martinus Lauter eiusque levitas.